# Nullenzirkel

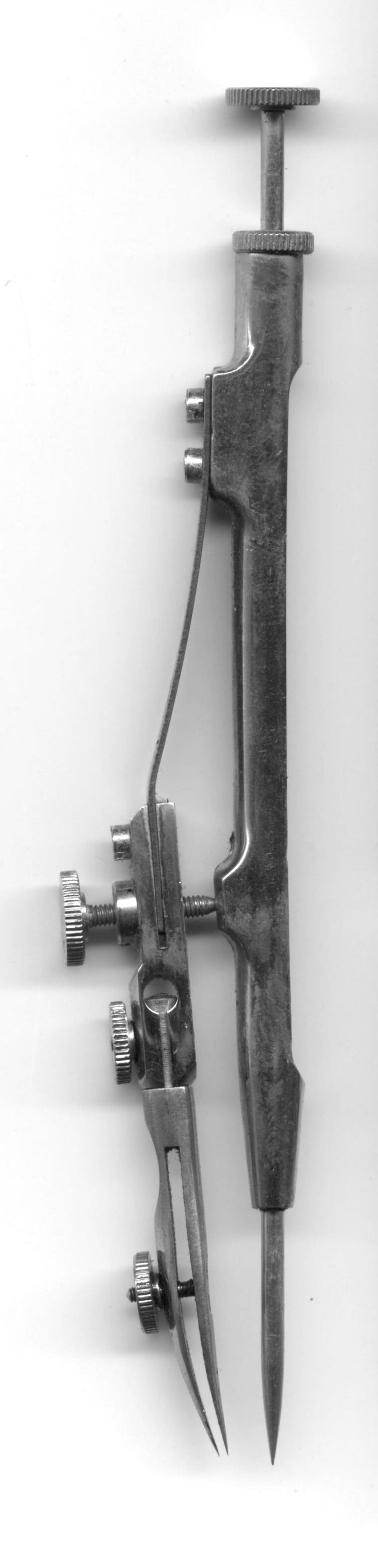
Nullenzirkel

Ein Nullenzirkel ist ein Zirkel zum Zeichnen kleiner Kreise mit Tusche. Sein Radius ist von etwa 0,1 mm bis 15 mm und die Strichstärke von ca. 0,1 mm bis 1,0 mm einstellbar. Er gehört unter anderem zum Reißzeug eines Kartografen und wird von ihm zum Beispiel für Grenzpunkte verwendet.
1874 erfand Emil Oskar Richter den Nullenzirkel mit feststehender Achse sowie später die Punktierfeder und damit Standards in der Reißzeug-Herstellung auf der ganzen Welt. Neben dem Nullenzirkel bekam er auch die Punktierfeder vom Königlich Sächsischen Patentamt patentiert. Seine Firma E.O. Richter & Co. GmbH befand sich in Chemnitz, wurde aber 1945 teilweise zerstört. Das Haupthaus an der Melanchthonstraße steht wegen der zeittypischen Industriearchitektur und der teilweise prachtvoll-üppigen Ausstattung eines Jugendstiltreppenhauses unter Denkmalschutz.